# Pura Ulun Danu Batur
De Ulun Danu Batur (Batoertempelcomplex) is een Pura, een hindoeïstisch tempelcomplex, op het Indonesische eiland Bali. Deze is gewijd aan de Watergodin, Ida Betari Dewi Ulun Danu, voor de bescherming van de watervoorraden. Van hieruit werd de bevloeiing van een groot deel van de rijstvelden van het eiland gereguleerd. Deze tempel wordt na de Pura Besakih als de belangrijkste tempel van het eiland gezien.
Het complex ligt in het noordwesten van het eiland ten westen van Penelokan bij het meer Danau Batur bij de vulkaan Gunung Batur. Oorspronkelijk stond de tempel dichter bij de krater en was waarschijnlijk in de 17e eeuw gebouwd. In 1917 overleefde deze een vulkaanuitbarsting. In 1926 werd het complex bijna volledig bedekt door as om vervolgens op de huidige plek, verder van de vulkaan herbouwd te worden.
Zoals gebruikelijk bij pura's heeft ook deze drie binnenplaatsen met diverse poorten en zijpoorten. Binnen het complex zijn negen meru's (offerplaatsen) te vinden. De belangrijkste tempelpoort heeft gouden deuren. Een van de zijpoorten leidt naar een naastgelegen tempel.
Pura Ulun Danu Batur is een van de vijf onderdelen van het werelderfgoed van de Subak-irrigatie.